# Кристиан I (пфальцграф Биркенфельд-Бишвейлера)
Кристиан I (3 сентября 1598, Биркенфельд — 6 сентября 1654, Нойенштайн) — пфальцграф и герцог Биркенфельд-Бишвейлера в 1600—1654 годах.

## Жизнь
Кристиан родился в Биркенфельде в 1598 году и был младшим сыном пфальцграфа Карла I Цвайбрюккен-Биркенфельдского. После смерти отца сыновья Карла разделили земли, и Кристиан получил территории вокруг Бишвейлера в Эльзасе.
Кристиан умер в Нойенштейне в 1654 году и был похоронен в Бишвейлере.

## Семья и дети
В 1630 году Кристиан женился на Магдалене Екатерине Пфальц-Цвейбрюккенской (1607—1648), дочери пфальцграфа Иоганна II Цвейбрюккенского. Их дети:
1. сын (1631)
2. Густав Адольф (1632—1632)
3. Иоганн Кристиан (1633—1633)
4. Доротея Катарина[нем.] (1634—1715), жена графа Иоганна Людвига Нассау-Отвейлерского
5. Луиза София (1635—1691)
6. Кристиан II (1637—1717)
7. Иоганн Карл (1638—1704)
8. Анна Магдалена (1640—1693), жена Иоганна Рейнгарда II Ганау-Лихтенбергского
9. Клара Сибилла (1643—1644)

Овдовев, он в 1648 году женился на Марии Иоганне Хельфенштейнской (1612—1665), дочери графа Рудольфа V Хельфенштейнского. У них был один ребёнок, умерший при рождении:
1. сын (1648)